# Until Death Call My Name
Until Death Call My Name é o álbum de estreia do rapper americano YoungBoy Never Broke Again . Foi lançado em 27 de abril de 2018, pela Never Broke Again e Atlantic Records . O álbum conta com participações especiais de Future e Birdman, além de Lil Uzi Vert e Offset na versão recarregada.

## Antecedentes
O título do álbum e a data de lançamento original foram anunciados em 6 de janeiro de 2018. O álbum foi originalmente programado para ser lançado em 2 de março de 2018, porém a data de lançamento foi adiada para 27 de abril de 2018.
O álbum foi disponibilizado para pré-venda na Apple Music em 6 de janeiro de 2018.

## Singles
O primeiro single do álbum, "Outside Today", foi lançado em 6 de janeiro de 2018 nos serviços de streaming, junto com seu videoclipe. A canção alcançou a posição número 31 na Billboard Hot 100, tornando-se a canção de maior sucesso de YoungBoy até então.
O segundo single do álbum, "Diamond Teeth Samurai", foi lançado nos serviços de streaming em 2 de abril de 2018, junto com seu videoclipe. Estreou na posição 59 na Billboard Hot 100.

## Recepção crítica
Until Death Call My Name recebeu críticas medianas por parte dos críticos musicais. Paul Simmons, da AllMusic, afirmou que a música de YoungBoy é "intensa e implacável, descrevendo a violência angustiante que ele vivenciou, assim como a que infligiu a outras pessoas." Just Ivey, do HipHopDX, observou que "A entrada precoce do jovem em uma vida difícil — impulsionada por ter se tornado pai de vários filhos antes mesmo de poder beber legalmente — é uma das razões pela qual ele busca redenção." Isso foi seguido por uma resenha completa em que ele declarou: "Until Death Call My Name, assim como seu criador, tem seus problemas, mas transborda potencial. YoungBoy é extremamente lapidado para sua idade, o que normalmente seria um bom sinal para um artista em ascensão." Sheldon Pearce, da Pitchfork, iniciou sua crítica dizendo que "Until Death Call My Name, de YoungBoy Never Broke Again, é uma meditação sobre a violência, os pesos da consciência e as formas como a expectativa de uma morte precoce pode afetar a visão de mundo." Ele observa que "Em mais de uma ocasião no álbum, YoungBoy se retrata como um demônio, um diabo ou um ceifador, como se reconhecesse a escuridão consumidora que vive dentro dele." Pearce conclui sua crítica afirmando que "Ao menos, Until Death oferece bastante insight sobre os ambientes perigosos que moldam jovens criminosos. 'Villain', por exemplo, mostra ele abraçando seus demônios internos e sua natureza violenta."

## Desempenho comercial
| Críticas profissionais | Críticas profissionais |
| Avaliações da crítica  | Avaliações da crítica  |
| Fonte                  | Avaliação              |
| ---------------------- | ---------------------- |
| AllMusic               | [ 8 ]                  |
| HipHopDX               | 3.8/5                  |
| Pitchfork              | 6.9/10                 |

Until Death Call My Name estreou na sétima posição da parada Billboard 200 dos Estados Unidos, com 43.000 unidades equivalentes a álbuns, incluindo 8.000 em vendas tradicionais, em sua primeira semana. Isso marcou a primeira estreia de YoungBoy no top 10 dos Estados Unidos. Em 25 de janeiro de 2019, o álbum foi certificado como platina pela Recording Industry Association of America (RIAA), por vendas combinadas e unidades equivalentes superiores a um milhão nos Estados Unidos.

## Lista de faixas
| Until Death Call My Name |                               |                                                                                    |                               |         |  |
| N.º                      | Título                        | Compositor(es)                                                                     | Produtor(es)                  | Duração |  |
| 1.                       | "Overdose"                    | Kentrell Gaulden Brenden Murray                                                    | Bighead                       | 2:56    |  |
| 2.                       | "Preach"                      | Gaulden Damion Williams                                                            | DJ Swift                      | 3:56    |  |
| 3.                       | "Diamond Teeth Samurai"       | Gaulden D. Williams Dwayne Carter Byron Thomas Terius Gray Christopher Noel Dorsey | DJ Swift                      | 2:42    |  |
| 4.                       | "Outside Today"               | Gaulden Dylan McKinney                                                             | DMacTooBangin                 | 2:09    |  |
| 5.                       | "Astronaut Kid"               | Gaulden Alex Petit                                                                 | CashMoneyAP AlexvnderWolf [a] | 3:06    |  |
| 6.                       | "We Poppin" (com Birdman)     | Gaulden Bryan Williams Christopher Gholson                                         | Drumma Boy                    | 4:05    |  |
| 7.                       | "Solar Eclipse"               | Gaulden Aaron Lockhart, Jr. Joseph Steele Treallion Escobar Brandon Bostic [ 13 ]  | Dubba-AA 1040                 | 3:47    |  |
| 8.                       | "Villain"                     | Gaulden Benjamin Diehl Ian Lewis                                                   | Ben Billions Schife Karbeen   | 2:49    |  |
| 9.                       | "Traumatized"                 | Gaulden Paul Judge Kenneth Blume III                                               | Kenny Beats Judge             | 2:08    |  |
| 10.                      | "Worth It"                    | Gaulden D. Williams Lockhart, Jr. Brayon Nelson                                    | DJ Swift Dubba-AA Mook        | 3:25    |  |
| 11.                      | "Right or Wrong" (com Future) | Gaulden Nayvadius Wilburn Montay Humphrey Korey Roberson                           | DJ Montay Big Korey           | 4:00    |  |
| 12.                      | "Public Figure"               | Gaulden Wesley Glass Bryan Simmons                                                 | Wheezy TM88                   | 2:31    |  |
| 13.                      | "Rags to Riches"              | Gaulden Petit                                                                      | CashMoneyAP AlexvnderWolf [a] | 1:38    |  |
| Duração total:           | Duração total:                | Duração total:                                                                     | Duração total:                | 40:16   |  |

| Until Death Call My Name: Reloaded (faixas bônus) |                                 |                                              |                |         |  |
| N.º                                               | Título                          | Compositor(es)                               | Produtor(es)   | Duração |  |
| 14.                                               | "Run It Up"                     | Gaulden Derek Garcia Julian Munro            | Dyryk Kaixen   | 2:43    |  |
| 15.                                               | "R.I.P" (com Offset)            | Gaulden Kiari Cephus Norman Payne            | DJ Chose       |         |  |
| 16.                                               | "Rich Nigga" (com Lil Uzi Vert) | Gaulden Symere Woods Lockhart, Jr Mike Laury | Dubba-AA Laury | 2:26    |  |
| 17.                                               | "Thug Cry"                      | Gaulden Lockhart, Jr. Nelson                 | Dubba-AA Mook  | 2:00    |  |
| 18.                                               | "Through the Storm"             | Gaulden Lockhart, Jr. Laury                  | Dubba-AA Laury | 2:44    |  |
| 19.                                               | "Genie"                         | Gaulden                                      | PlayboyXO      | 3:15    |  |
| 20.                                               | "Love Is Poison"                | Gaulden Petit                                | CashMoneyAP    | 2:38    |  |
| Duração total:                                    | Duração total:                  | Duração total:                               | Duração total: | 58:42   |  |

Notas
- ↑[a]  indica um co-produtor não creditado.
- "Diamond Teeth Samurai" interpola "Tha Block is Hot" de Lil Wayne com participação de Juvenile e B.G.

## Paradas
| Paradas (2018)                        | Posição de pico |
| ------------------------------------- | --------------- |
| Canadian Albums (Billboard)           | 38              |
| US Billboard 200                      | 7               |
| US Top R&B/Hip-Hop Albums (Billboard) | 5               |
| US Top Rap Albums (Billboard)         | 4               |

| Paradas (2018)                        | Posição |
| ------------------------------------- | ------- |
| US Billboard 200                      | 76      |
| US Top R&B/Hip-Hop Albums (Billboard) | 35      |
| Paradas (2019)                        | Posição |
| US Billboard 200                      | 107     |

## Certificações
| Região                                                                     | Certificação | Unidades/vendas certificadas |
| -------------------------------------------------------------------------- | ------------ | ---------------------------- |
| United States (RIAA)                                                       | 2x Platina   | 2,000,000‡                   |
| ‡ Vendas e números de streaming baseados apenas em certificações oficiais. |              |                              |